# FKトスノ
FKトスノ（ロシア語: Футбольный клуб "Тосно"）は、ロシアのレニングラード州トスノをホームタウンとしたサッカークラブである。

## 歴史
2003年、レニングラード州からプロサッカーリーグに参加していたFK SvetogoretsとFK Pikalyovoが撤退した。2012年にレニングラードにプロクラブを創設する計画があったが、財政的な理由などにより実現しなかった。翌年、FORT Groupの支援を受け、プロサッカークラブ「FKトスノ」創設が決定され、同年6月13日にセカンドディビジョン参入が承認された。
デビューシーズンとなった2013-14シーズンは、ロシア・カップでプレミアリーグ所属のウラル、スパルタク・モスクワを破り、準々決勝に進出した。リーグ戦でも西地区で優勝し、ナショナルリーグ（実質2部）に昇格した。
2017年4月、チェルターノバと提携した。
同年5月6日、ナショナルリーグでFKネフテヒミクに勝利して2位以上を確定し、プレミアリーグ初昇格を果たした。
2017-18シーズンは、ロシア・カップではFKアヴァンガルト・クルスクを下して初優勝したものの、リーグ戦は15位に終わり、わずか1年でナショナルリーグ降格となった。また、UEFAライセンスの問題でUEFAヨーロッパリーグ 2018-19への出場権も喪失し、カップ戦で優勝しながらナショナルリーグに降格するのはロシアサッカー史上初の出来事となった。
クラブは財政問題を抱えており、2018年5月30日に2018-19シーズンのナショナルリーグのライセンスが発行されないことが決定された。クラブはプロフェッショナル・フットボールリーグのライセンス取得に動いていたが、同年6月9日に解散を発表した。

## タイトル

### 国内タイトル
- ロシア・セカンドディビジョン：1回
  - 2013-14

- ロシア・カップ：1回
  - 2017-18

### 国際タイトル
なし

## 過去の成績
| シーズン | ディビジョン                   | ディビジョン | ディビジョン | ディビジョン | ディビジョン | ディビジョン | ディビジョン | ディビジョン | ディビジョン | ディビジョン | ロシア・カップ |
| シーズン | リーグ                         | 順位         | 試           | 勝           | 分           | 敗           | 得           | 失           | 差           | 点           | ロシア・カップ |
| -------- | ------------------------------ | ------------ | ------------ | ------------ | ------------ | ------------ | ------------ | ------------ | ------------ | ------------ | -------------- |
| 2013-14  | セカンドディビジョン           | 1位          | 32           | 21           | 8            | 3            | 51           | 16           | +35          | 71           | 準々決勝敗退   |
| 2014-15  | ナショナル・フットボールリーグ | 3位          | 34           | 20           | 5            | 9            | 50           | 36           | +14          | 65           | ベスト16       |
| 2015-16  | ナショナル・フットボールリーグ | 7位          | 38           | 17           | 4            | 17           | 57           | 53           | +4           | 55           | ベスト16       |
| 2016-17  | ナショナル・フットボールリーグ | 2位          | 38           | 21           | 12           | 5            | 63           | 30           | +33          | 75           | 準々決勝敗退   |
| 2017-18  | プレミアリーグ                 | 15位         | 30           | 6            | 6            | 18           | 23           | 54           | -31          | 24           | 優勝           |

## 歴代監督
- Dmytro Parfenov 2015-

## 歴代所属選手
- オタール・マルツヴァラーゼ
- ヌクリ・レヴィシュヴィリ
- アレクサンドル・パヴレンコ
- アルセニー・ロガショフ
- ウラジーミル・ビストロフ
- パヴェル・ポグレブニャク
- アルテム・ミレフスキー
- ヴァギズ・ガリウリン